# Moira Kelly
Moira Kelly (Queens, 1968. március 6. –) amerikai színésznő.
Legismertebb szerepei Karen Roe a Tuti gimi és Mandy Hampton Az elnök emberei című sorozatokban. Donna Haywardot alakította a Twin Peaks – Tűz, jöjj velem! című horrorfilmben, illetve szinkronszínészként Simba szerelmét, Nalát is ő szólaltatja meg Az oroszlánkirály című filmben és annak folytatásaiban.

## Fiatalkora és családja
Queens-ben született ír bevándorlók gyermekeként. Apja hegedűs, míg anyja szülésznő. Hat gyerek közül ő a harmadik, és Ronkonkoma városában nevelkedett katolikus hitben. A Connetquot Senior High Schoolba járt (Bohemia, New York), ezután a Marymount Manhattan College tanulója volt.
Fiatalkorában egy kisebb szerepet kapott az Annie című musicalben. Mivel hívő katolikus, döntenie kellett, hogy színésznő akar-e lenni vagy apáca.

## Magánélete
2000. augusztus 5-én feleségül ment Steve Hewitt texasi üzletemberhez. Két gyermekük született: Ella (2001) és Eamon (2003). Tizenegy évig lakása volt az észak-karolinai Wilmingtonban.

## Filmográfia

### Film
| Év   | Magyar cím                              | Eredeti cím                                | Szerep                          | Magyar hang          |
| ---- | --------------------------------------- | ------------------------------------------ | ------------------------------- | -------------------- |
| 1991 |                                         | The Boy Who Cried Bitch                    | Jessica                         |                      |
| 1991 | Billy Bathgate                          | Billy Bathgate                             | Becky                           |                      |
| 1992 |                                         | Thirty Below Zero (rövidfilm)              | Lucy                            |                      |
| 1992 | Borotvaélen (Halálforgás)               | The Cutting Edge                           | Kate Moseley                    | Dudás Eszter         |
| 1992 | Twin Peaks – Tűz, jöjj velem!           | Twin Peaks: Fire Walk with Me              | Donna Hayward                   | Bíró Kriszta         |
| 1992 | Chaplin                                 | Chaplin                                    | Hetty Kelly / Oona O'Neill      | Jani Ildikó          |
| 1994 | Tanulj, tinó!                           | With Honors                                | Courtney Blumenthal             | Bíró Kriszta         |
| 1994 | Az oroszlánkirály                       | The Lion King                              | \|Nala felnőttként (hangja)     | Bertalan Ágnes       |
| 1994 | Az oroszlánkirály                       | The Lion King                              | \|Nala felnőttként (hangja)     | Udvarias Anna (ének) |
| 1994 | Kis Odessza – A bűn fészke              | Little Odessa                              | Alla Shustervich                | Varga Zsuzsanna      |
| 1995 | A terror gyermeke                       | The Tie That Binds                         | Dana Clifton                    |                      |
| 1996 | Csillagot az égről                      | Unhook the Stars                           | Ann Mary Margaret "Annie" Hawks | Timkó Eszter         |
| 1996 |                                         | Entertaining Angels: The Dorothy Day Story | Dorothy Day                     |                      |
| 1997 | Közbejött a szerelem                    | Love Walked In                             | Vera                            |                      |
| 1997 |                                         | Changing Habits                            | Soosh Teague                    |                      |
| 1997 |                                         | Drive, She Said                            | Nadine Ship                     |                      |
| 1998 | A velencei kurtizán                     | Dangerous Beauty                           | Beatrice Venier                 | Rudolf Teréz         |
| 1998 | Hazugságok éjszakája                    | Hi-Life                                    | Susan                           |                      |
| 1998 | Az oroszlánkirály 2. – Simba büszkesége | \|The Lion King II: Simba's Pride          | Nala (hangja)                   | Bertalan Ágnes       |
| 1998 | Az oroszlánkirály 2. – Simba büszkesége | \|The Lion King II: Simba's Pride          | Nala (hangja)                   | Udvarias Anna (ének) |
| 1999 |                                         | Henry Hill                                 | Cynthia                         |                      |
| 2001 | Birtokviszony                           | The Safety of Objects                      | Susan Train                     | Haumann Petra        |
| 2004 |                                         | A Woman Reported (rövidfilm)               | nő                              |                      |
| 2004 | Az oroszlánkirály 3. – Hakuna Matata    | The Lion King 1½                           | Nala (hangja)                   |                      |
| 2006 |                                         | Two Tickets to Paradise                    | Kate                            |                      |
| 2007 |                                         | Remember the Daze                          | Mrs. Ford                       |                      |
| 2014 |                                         | Twin Peaks: The Missing Pieces             | Donna Hayward                   |                      |

### Televízió
| Év        | Magyar cím              | Eredeti cím                | Szerep                | Megjegyzések     |
| --------- | ----------------------- | -------------------------- | --------------------- | ---------------- |
| 1991      |                         | Love, Lies and Murder      | Cinnamon Brown        | minisorozat      |
| 1993      | Hajnalhasadás           | Daybreak                   | Blue                  | tévéfilm         |
| 1998      | A csoda másnapján       | Monday After the Miracle   | Helen Keller          | tévéfilm         |
| 1998      |                         | To Have & to Hold          | Annie Cornell         | főszereplő       |
| 1999–2000 | Az elnök emberei        | The West Wing              | Mandy Hampton         | állandó szereplő |
| 2002      | Hack – Mindörökké zsaru | Hack                       | Vanessa Griffin       | egy epizód       |
| 2002      |                         | The Twilight Zone          | Elizabeth Carter      | egy epizód       |
| 2003–2009 | Tuti gimi               | One Tree Hill              | Karen Roe             | főszereplő       |
| 2008      | Esküdt ellenségek       | Law & Order                | Katherine Donovan     | 1 epizód         |
| 2009      | Hősök                   | Heroes                     | Abby Collins          | 1 epizód         |
| 2010      | Gyilkos számok          | Numbers                    | Mary Paulson          | 1 epizód         |
| 2012      |                         | A Smile as Big as the Moon | Darcy Kersjes         | tévéfilm         |
| 2012      | Visszahozva             | Taken Back: Finding Haley  | Karen                 | tévéfilm         |
| 2013      | Haláli testcsere        | Drop Dead Diva             | Cindy Kasper          | 1 epizód         |
| 2017      | Rémálom az egyetemen    | Deadly Sorority            | Amy Thomas professzor | tévéfilm         |
| 2018      |                         | Girl in the Bunker         | Madeline Shoaf        | tévéfilm         |
| 2019–2020 | A Rezidens              | The Resident               | Annie                 | 3 epizód         |
| 2021      |                         | Panic                      | Laura Cortez          | 7 epizód         |